# گنگ (فیلم)
گنگ (انگلیسی: Ambiguous (film)) فیلمی است که در سال ۲۰۰۳ منتشر شد. از بازیگران آن می‌توان به شیرو شیموموتو و می‌نامی آئویاما اشاره کرد.